# Blockziegel
Ein Blockziegel ist – in Abgrenzung zum Planziegel – ein herkömmlich gefertigter Mauerziegel, der nach dem Brennvorgang nicht plangeschliffen wird und deshalb höhere Maßtoleranzen aufweist. Wegen der möglichen Unebenheiten werden Blockziegel nicht zusammen mit Dünnbettmörtel verarbeitet, sondern in die klassische Lagerfuge gelegt, also in ein Mörtelbett von 12 Millimeter Dicke.
Der Vorteil dieses Verfahrens ist der Ausgleich von Unebenheiten und die einfachere Realisierung von Sonderkonstruktionen.
Trotz des höheren Aufwands sind mit Blockziegeln auch rationelle Arbeitsweisen für Anwendungen in Wärmedämmung und Schallschutz möglich. Neuere Entwicklungen hierfür sind Großformate mit Stoßfugenverzahnung und gleichzeitiger Einsatz von Wärmedämmmörtel.